# Jeziory Dolne
Jeziory Dolne – wieś w Polsce położona w województwie lubuskim, w powiecie żarskim, w gminie Brody.
W latach 1975–1998 miejscowość administracyjnie należała do województwa zielonogórskiego.
Przez wieś przepływa rzeka Werdawa.

## Zabytki
Do wojewódzkiego rejestru zabytków wpisane są:
- kościół ewangelicki, z XVII wieku, 1818 roku
- cmentarz ewangelicki
- bażanciarnia pałacowa, z połowy XVIII wieku, w 1847 roku.